# Находкинське сільське поселення
Нахо́дкинське сільське поселення (рос. Находкинское сельское поселение) — сільське поселення у складі Тазівського району Ямало-Ненецького автономного округу Тюменської області Росії.
Адміністративний центр та єдиний населений пункт — село Находка.
Населення сільського поселення становить 1305 осіб (2017; 1205 у 2010, 1143 у 2002).